# بوکس در المپیک تابستانی ۱۹۷۲

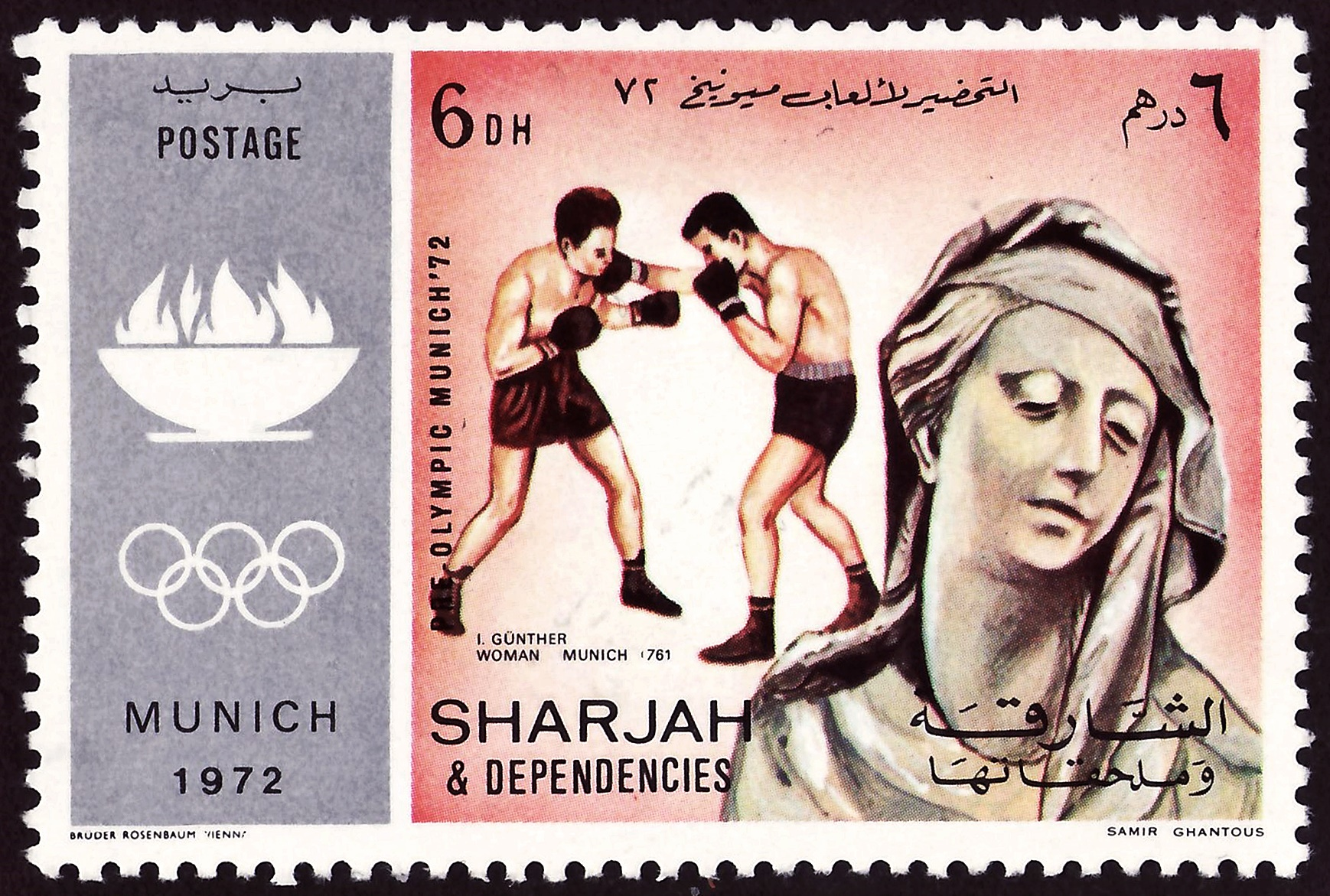
مشت‌زنی در بازی‌های المپیک تابستانی ۱۹۷۲

مشت‌زنی در بازی‌های المپیک تابستانی ۱۹۷۲ نام رویداد ورزش مشت‌زنی در بازی‌های المپیک تابستانی بود که در سال ۱۹۷۲ برگزار شد.

## جدول مدال‌ها
| رتبه | کشور                      | طلا | نقره | برنز | مجموع |
| ۱    | کوبا (CUB)                | ۳   | ۱    | ۱    | ۵     |
| ۲    | اتحاد شوروی (URS)         | ۲   | ۰    | ۰    | ۲     |
| ۳    | مجارستان (HUN)            | ۱   | ۲    | ۱    | ۴     |
| ۴    | لهستان (POL)              | ۱   | ۱    | ۲    | ۴     |
| ۵    | بلغارستان (BUL)           | ۱   | ۱    | ۰    | ۲     |
| ۶    | ایالات متحده آمریکا (USA) | ۱   | ۰    | ۳    | ۴     |
| ۷    | آلمان غربی (FRG)          | ۱   | ۰    | ۱    | ۲     |
| ۷    | یوگسلاوی (YUG)            | ۱   | ۰    | ۱    | ۲     |
| ۹    | کنیا (KEN)                | ۰   | ۱    | ۲    | ۳     |
| ۱۰   | فنلاند (FIN)              | ۰   | ۱    | ۰    | ۱     |
| ۱۰   | مکزیک (MEX)               | ۰   | ۱    | ۰    | ۱     |
| ۱۰   | کره شمالی (PRK)           | ۰   | ۱    | ۰    | ۱     |
| ۱۰   | رومانی (ROU)              | ۰   | ۱    | ۰    | ۱     |
| ۱۰   | اوگاندا (UGA)             | ۰   | ۱    | ۰    | ۱     |
| ۱۵   | بریتانیای کبیر (GBR)      | ۰   | ۰    | ۳    | ۳     |
| ۱۶   | کلمبیا (COL)              | ۰   | ۰    | ۲    | ۲     |
| ۱۷   | آلمان شرقی (GDR)          | ۰   | ۰    | ۱    | ۱     |
| ۱۷   | غنا (GHA)                 | ۰   | ۰    | ۱    | ۱     |
| ۱۷   | نیجر (NIG)                | ۰   | ۰    | ۱    | ۱     |
| ۱۷   | نیجریه (NGR)              | ۰   | ۰    | ۱    | ۱     |
| ۱۷   | اسپانیا (ESP)             | ۰   | ۰    | ۱    | ۱     |
| ۱۷   | سوئد (SWE)                | ۰   | ۰    | ۱    | ۱     |